# آلویو
آلویو (انگلیسی: Allview) شرکت الکترونیک رومانیایی است، که در سال ۲۰۰۲ تأسیس شد.